# Biocentrisch altruïsme
Het biocentrisch altruïsme is een ethische houding die zich richt naar alle leven. Het is een onvoorwaardelijke dienstbaarheid, een zorgzaam engagement, een standvastige strijd tegen onrecht, een vastberaden verzet tegen ongelijkwaardigheid en een continue bescherming van de waardigheid van al het kwetsbare leven.
Volgens het biocentrisme heeft elke levensvorm een intrinsieke waarde (waarde onafhankelijk van het nut voor de mens), en de mens staat niet centraal maar is een gelijkwaardige partner met de niet-menselijke natuur. De nadruk ligt op het nastreven van het welzijn van elk levend wezen in elke persoonlijke, politieke of economische kwestie. Biocentrisme staat tegenover antropocentrisme, de stelling dat de mens centraal staat en meer waarde heeft dan de rest.
Het altruïsme heeft hier de betekenis van onbaatzuchtigheid: anderen behulpzaam zijn met geen of nauwelijks eigenbelang. Altruïsme staat tegenover egoïsme, de hebzucht waarbij een persoon meer aan zijn eigen genot en pleziertjes denkt en de vitale belangen van anderen minacht.